# 上营站
上营站位于中国吉林省吉林市舒兰市上营镇，建于1933年，为沈阳铁路局管辖的四等站。经过的铁路有拉滨铁路。

## 业务办理
暂不办理任何客运业务。货运业务办理整车，零担货物到发。
1. ↑  铁道部电子计算技术中心, 铁道部运输局. . 北京: 中国铁道出版社. 1998: 159. ISBN 9787113030995.